# PEC in het seizoen 1925/26
Het seizoen 1925/1926 was het 16e jaar in het bestaan van de Zwolse voetbalclub PEC. De club kwam uit in de Tweede Klasse Oost A en nam ook deel aan het toernooi om de NVB beker.

## Wedstrijdstatistieken

### Tweede Klasse A
| Be Quick                                                  |                                                                   |               |                                                                                |
|                                                           | PEC                                                               | 4 – 1 (1 – 0) | ZVV Be Quick                                                                   |
| 15 november 1925 Plaats: Zwolle Sportpark De Vrolijkheid  | Bertus Plender Hendrik Jan Tuin Bertus Plender de Bruyn           |               | Vermeulen                                                                      |
|                                                           | ZVV Be Quick                                                      | 2 – 0 (1 – 0) | PEC                                                                            |
| 21 maart 1926 Plaats: Zutphen Sportpark Marsweg           | Smolders 10' Struyck (pen) 86'                                    |               |                                                                                |
| G.O.L.T.O.                                                |                                                                   |               |                                                                                |
|                                                           | PEC                                                               | 4 – 0 (0 – 0) | G.O.L.T.O.                                                                     |
| 8 november 1925 Plaats: Zwolle Sportpark De Vrolijkheid   | de Bruyn Bertus Plender Jo Kaaks                                  |               |                                                                                |
|                                                           | G.O.L.T.O.                                                        | 1 – 0 (1 – 0) | PEC                                                                            |
| 28 februari 1926 Plaats: Hengelo Sportpark G.O.L.T.O.     | Leerkotte 30'                                                     |               |                                                                                |
| Geel-Zwart                                                |                                                                   |               |                                                                                |
|                                                           | PEC                                                               | 5 – 0 (2 – 0) | Geel-Zwart                                                                     |
| 20 september 1925 Plaats: Zwolle Sportpark De Vrolijkheid | Eef Admiral (pen) 30' Bertus Plender Jo Poulussen Berend Admiraal |               |                                                                                |
|                                                           | Geel-Zwart                                                        | 2 – 1 (1 – 1) | PEC                                                                            |
| 22 november 1925 Plaats: Enschede Sportpark Geel-Zwart    | Kamphuis 45' Kamphuis 88'                                         |               | Herman Lutgerink                                                               |
| Almelo                                                    |                                                                   |               |                                                                                |
|                                                           | PEC                                                               | 3 – 0 (0 – 0) | SV Almelo                                                                      |
| 7 maart 1926 Plaats: Zwolle Sportpark De Vrolijkheid      | Harry Zilverberg 60' Philip de Bruyn 63' Philip de Bruyn 75'      |               |                                                                                |
|                                                           | SV Almelo                                                         | 1 – 2 (1 – 0) | PEC                                                                            |
| 25 oktober 1925 Plaats: Almelo Sportpark SV Almelo        | Jongsma 30'                                                       |               | 46' Bertus Plender                                                             |
| K.H.C.                                                    |                                                                   |               |                                                                                |
|                                                           | PEC                                                               | 0 – 2 (0 – 1) | VV KHC                                                                         |
| 4 oktober 1925 Plaats: Zwolle Sportpark De Vrolijkheid    |                                                                   |               | (pen) Mandos                                                                   |
|                                                           | VV KHC                                                            | 1 – 0 (1 – 0) | PEC                                                                            |
| 9 mei 1926 Plaats: Kampen Sportpark aan de Plas           | Westervels                                                        |               |                                                                                |
| Rigtersbleek                                              |                                                                   |               |                                                                                |
|                                                           | PEC                                                               | 2 – 0 (1 – 0) | vv Rigtersbleek                                                                |
| 18 oktober 1925 Plaats: Zwolle Sportpark De Vrolijkheid   | Hendrik Jan Duim 2' Bertus Plender 75'                            |               |                                                                                |
|                                                           | vv Rigtersbleek                                                   | 4 – 2 (4 – 1) | PEC                                                                            |
| 14 maart 1926 Plaats: Enschede Sportpark Rigtersbleek     | Ras 10' 30'                                                       |               | Bertus Plender 75' Bertus Plender                                              |
| A.Z.C.                                                    |                                                                   |               |                                                                                |
|                                                           | PEC                                                               | 4 – 1 (2 – 1) | A.Z.C.                                                                         |
| 13 december 1925 Plaats: Zwolle Sportpark De Vrolijkheid  | Bertus Plender Jo Kaaks Herman Eysselstein Bertus Plender         |               |                                                                                |
|                                                           | A.Z.C.                                                            | 1 – 2 (0 – 1) | PEC                                                                            |
| 11 oktober 1925 Plaats: Zutphen Voetbalaccommodatie AZC   | van Veen                                                          |               | 30' (pen) Eef Admiraal 87' Eef Admiraal                                        |
| HVV Tubantia                                              |                                                                   |               |                                                                                |
|                                                           | PEC                                                               | 0 – 1 (0 – 1) | HVV Tubantia                                                                   |
| 7 februari 1926 Plaats: Zwolle Sportpark De Vrolijkheid   |                                                                   |               | Hollink                                                                        |
|                                                           | HVV Tubantia                                                      | 1 – 0 (0 – 0) | PEC                                                                            |
| 27 september 1925 Plaats: Hengelo Sportpark De Bijenkorf  | Lamme                                                             |               |                                                                                |
| Zwolsche Boys                                             |                                                                   |               |                                                                                |
|                                                           | PEC                                                               | 2 – 2 (2 – 2) | Zwolsche Boys                                                                  |
| 1 november 1925 Plaats: Zwolle Sportpark De Vrolijkheid   | Herman Lutgerink de Bruyn                                         | Zwolse derby  | Gait Bronius Anton Kok                                                         |
|                                                           | Zwolsche Boys                                                     | 1 – 4 (1 – 1) | PEC                                                                            |
| 21 februari 1926 Plaats: Zwolle Sportpark Veerallee       | Jan Mooy 45'                                                      | Zwolse derby  | 30' (pen) Eef Admiraal 70' Herman Eysselstein 75' Philip de Bruyn Jo Poulussen |

### NVB beker
| 1e ronde                                          | Hertog Hendrik         | 3 – 2 (0 – 0) | P.E.C.                     |
| 11 april 1926 Plaats: Arnhem Sportpark Onderlangs | Pouwels (pen) Hendriks |               | 65' Harry Zilverberg (pen) |

## Statistieken PEC 1925/1926

### Eindstand PEC in de Nederlandse Tweede Klasse 1925 / 1926
| Stand | Gespeeld | Gewonnen | Gelijk | Verloren | Punten | Doelpunten voor | Doelpunten tegen |
| ----- | -------- | -------- | ------ | -------- | ------ | --------------- | ---------------- |
| 4e    | 18       | 9        | 1      | 8        | 19     | 35              | 21               |

### Punten per tegenstander
|       | Be Quick | G.O.L.T.O. | Geel-Zwart | Almelo | K.H.C. | Rigtersbleek | A.Z.C. | Tubantia | Zwolsche Boys |
| ----- | -------- | ---------- | ---------- | ------ | ------ | ------------ | ------ | -------- | ------------- |
| Thuis | 2        | 2          | 2          | 2      | 0      | 2            | 2      | 0        | 1             |
| Uit   | 0        | 0          | 0          | 2      | 0      | 0            | 2      | 0        | 2             |

### Doelpunten per tegenstander
|       | Be Quick | G.O.L.T.O. | Geel-Zwart | Almelo | K.H.C. | Rigtersbleek | A.Z.C. | Tubantia | Zwolsche Boys | Totaal |
| ----- | -------- | ---------- | ---------- | ------ | ------ | ------------ | ------ | -------- | ------------- | ------ |
| Thuis | 4        | 4          | 5          | 3      | 0      | 2            | 4      | 0        | 2             | 24     |
| Uit   | 0        | 0          | 1          | 2      | 0      | 2            | 2      | 0        | 4             | 11     |
|       |          |            |            |        |        |              |        |          |               | 35     |